# Estádio Brinco de Ouro
Das Estádio Brinco de Ouro ist ein Fußballstadion in der brasilianischen Stadt Campinas. Es bietet Platz für 29.130 Zuschauer und dient dem Verein Guarani FC als Heimstätte.

## Geschichte

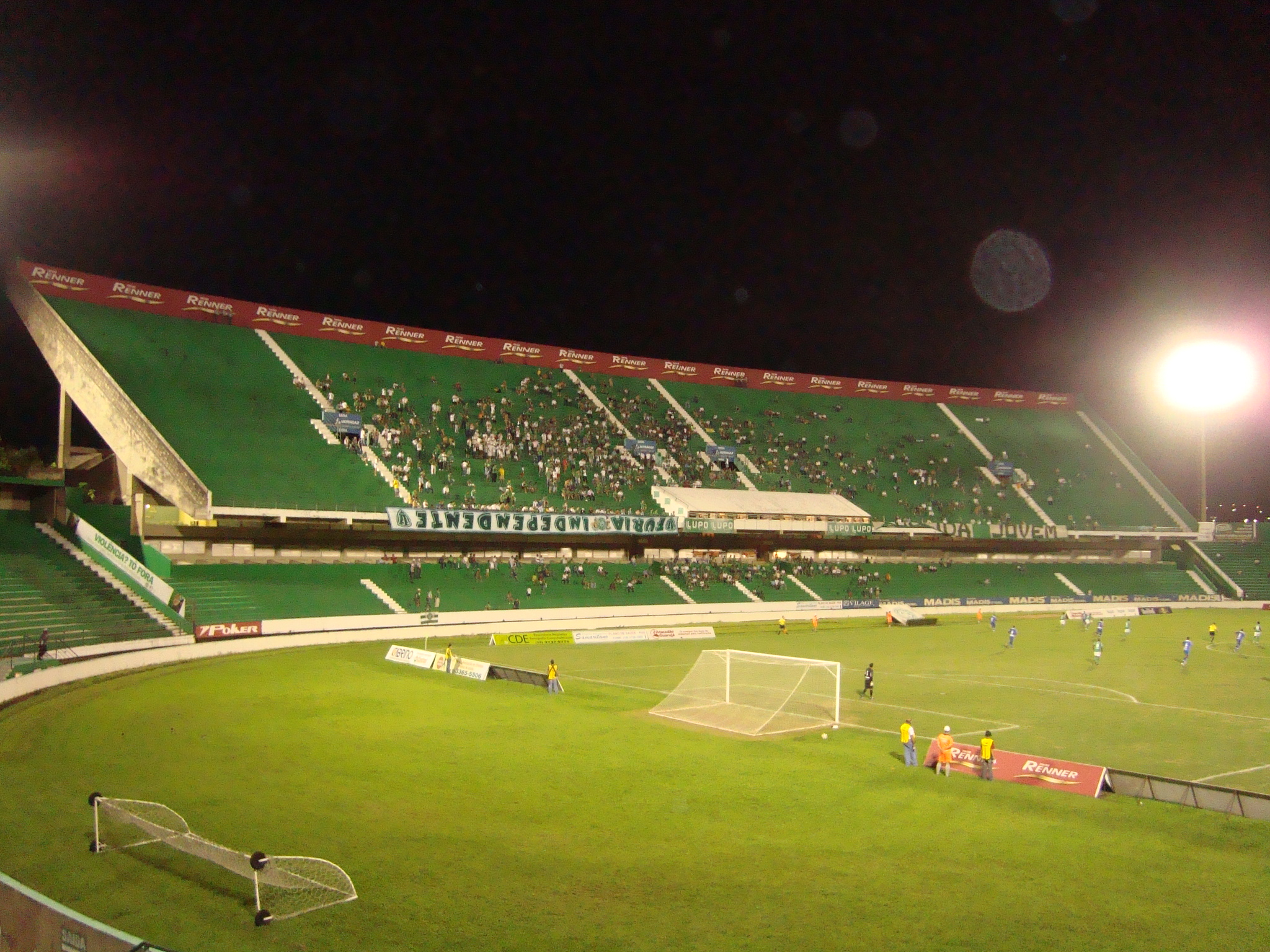
Blick ins Estádio Brinco de Ouro

Das Estádio Brinco de Ouro in Campinas, einer Stadt mit etwas mehr als einer Million Einwohnern im Bundesstaat São Paulo im Süden Brasiliens, wurde zwischen 1951 und 1953 erbaut und am 31. Mai 1953 eröffnet. Zum ersten Spiel in der neuen Sportstätte trafen sich der zukünftige Nutzerverein Guarani FC und Palmeiras São Paulo. Gegen den prestigeträchtigen Klub aus São Paulo konnte sich Guarani FC mit 3:1 durchsetzen, wobei der Guarani-Spieler Nilo das erste Tor im neuen Stadion erzielte. 
Seit 1953 dient das Estádio Brinco de Ouro also dem Guarani FC als Austragungsort für Heimspiele im Fußballsport. Der Verein spielte in seiner Geschichte fast dreißig Jahre erstklassig und konnte 1978 zum ersten und bis heute einzigen Mal in der Vereinsgeschichte den brasilianischen Meistertitel gewinnen. Ein Jahr später drang man auch ins Halbfinale der Copa Libertadores vor. Während dieser Glanzzeit des Vereins wurde das Estádio Brinco de Ouro ausgebaut und bot ab 1980 mehr als 50.000 Menschen Platz. Der Zuschauerrekord wurde am 15. April 1982 erreicht, als 52.000 Zuschauer das Erstligaspiel des Guarani FC gegen Flamengo Rio de Janeiro ansahen, das Flamengo mit 3:2 für sich entscheiden konnte. In die Achtzigerjahre fallen zudem noch zwei Vizemeisterschaften des Guarani FC. Seit den 1990er-Jahren befindet sich der Verein jedoch nicht mehr in diesen Gefilden und musste einige Jahre des zweitklassigen Fußballs absolvieren. Nach dem letzten Abstieg aus der Campeonato Brasileiro de Futebol 2010 wurde der Guarani FC sogar bis in die drittklassige Série C durchgereicht, weshalb im Estádio Brinco de Ouro derzeit nur noch Spiele dieser Liga stattfinden.
Im Zuge der nachlassenden Erfolge des Guarani FC und auch, weil der Verein in den zurückliegenden Jahren von AA Ponte Preta als erfolgreichster Verein in Campinas verdrängt wurde, verkleinerte man auch die Kapazität des Estádio Brinco de Ouro bei Renovierungsarbeiten in den Jahren 2002 und 2006 wieder. Gegenwärtig fasst das Stadion 29.130 Zuschauer. Es ist aber trotzdem noch das mit Abstand größte Stadion der Stadt, gefolgt vom Estádio Moisés Lucarelli.